# Sherpao
Sherpao é uma pequena cidade situada no distrito de Charsadda, Província de Caiber Paquetuncuá do Paquistão. Se localiza em 34°15'46N, 71° 41' 51E.